# Trại giam Vịnh Guantánamo

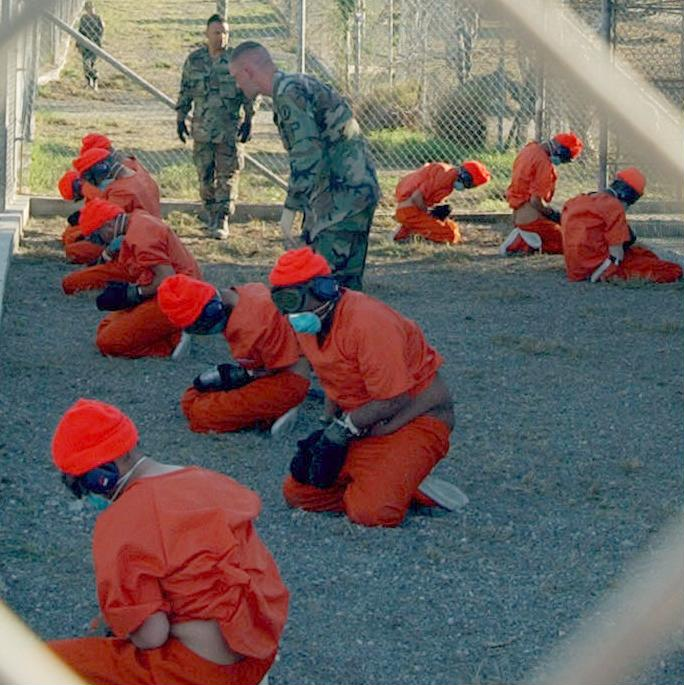
Những người bị giữ tại Trại X-Ray, Guantánamo, tháng 1 năm 2002

Trại giam Vịnh Guantánamo nằm trong Căn cứ Hải quân tại vịnh Guantánamo ở phía đông của Cuba, là một trại giam của Hoa Kỳ nhằm chứa các tù binh và những người tình nghi khủng bố. Trại này có ba phần: Trại Delta (bao gồm Trại Echo), Trại Iguana, và Trại X-Ray (đã bị đóng). Những phần này được đặt tên theo bảng chữ cái ngữ âm NATO (tiếng Anh: NATO phonetic alphabet). Trại thường được gọi là Guantanamo hay Gitmo (từ cách viết tắt "GTMO"). Chính phủ Hoa Kỳ gọi những người bị bắt giữ là chiến sĩ địch (enemy combatant). Trại này là một trong số các địa điểm của Hoa Kỳ, nơi các tù nhân cáo buộc họ bị tra tấn bởi các quân nhân và sĩ quan Mỹ liên quan đến thẩm vấn.
Từ lúc Chiến tranh Afghanistan bắt đầu, 775 người bị giữ tại Guantánamo, nhiều người trong số này chưa từng qua xét xử. Đến năm 2007, khoảng 420 người đã được thả. Vào ngày 9 tháng 8 năm 2007, khoảng 355 người vẫn còn bị giữ. Hơn 20% của những người bị giữ đã được quyền ra khỏi trại giam này nhưng vẫn phải chờ đợi một thời gian tới vài năm vì chính phủ Hoa Kỳ càng gặp khó khăn về tìm kiếm những nước nhận họ, theo các viên chức và luật sư của chính quyền Bush (con). Trong khoảng 355 người còn lại, chính phủ có mục đích mai mốt mang từ 60 đến 80 người ra tòa và phóng thích những người kia.